# 221 Est 2601 et 2602
Les Atlantic série 8v numéros 2601 et 2602 sont des locomotives à vapeur de la Compagnie des chemins de fer de l'Est de disposition d'essieux 221 « Atlantic » construites par la SACM dans son usine de Belfort en janvier 1902.

## Description
Elles sont la copie des Atlantic de la Compagnie des chemins de fer du Nord à quelques petits détails près.
Ces machines disposaient d'un moteur à quatre cylindres compound du type « Du Bousquet De Glehn », avec les HP extérieurs et les BP intérieurs, et la distribution était du type « Walschaerts ». Le foyer était un foyer « Belpaire » à grille étroite. Le bogie était à longerons extérieurs et était du type « alsacien ». L'essieu arrière n'était pas traité en bissel.

## Utilisation et services
Ces deux machines furent commandées à titre d'essai à la suite des résultats spectaculaires des machines du Nord par M. Salomon alors ingénieur en chef de la Compagnie de l'Est. Cependant le profil des lignes de l'Est est très différent de celui du Nord et les performances ne furent pas au rendez-vous. En effet elles ne purent mieux faire que les 220 Est 2401 à 2432 (futures : 1-220 A entre 401 et 432 ) lesquelles, malgré une consommation d’eau et de charbon plus élevée, fournissaient le même effort de traction avec la même adhérence. De fait les deux machines ne connurent aucune suite et on leur préféra les 230 Est 3101 à 3102, prototypes des 230 Est 3103 à 3280 (futures : 1-230 J entre 108 et 219 ), qui furent développées à la même époque.
Après la Première Guerre mondiale, les Chemins de fer de l'Est reçurent 14 Atlantic des Chemins de fer prussiens, dont quatre S7 prussiennes « version Graffenstaden » inspirées des Atlantic Nord. Ces 14 machines rouleront jusqu'au début des années 1930.
En 1938 elles devinrent les 1-221 A 601 et 602 à la SNCF. La 2602 est envoyée à la démolition en 1939 et la 2601 achève sa carrière en 1945.

## Tenders
Les tenders qui leur furent accouplés étaient des tenders à 3 essieux et contenant 22 m3 d'eau et 8 t de charbon immatriculés 2601 et 2602 et qui deviendront les 1-22 A 1 à 2.

## Caractéristiques
- Pression de la chaudière : 16 kg/cm2
- Surface de grille : 2,74 m2
- Surface de chauffe : 167,5 m2
- Diamètre et course des cylindres HP : 340 mm × 640 mm
- Diamètre et course des cylindres BP : 560 mm × 640 mm
- Diamètre des roues du bogie : 900 mm
- Diamètre des roues motrices : 2 040 mm
- Diamètre des roues de l'essieu coulissant AR : 1 420 mm
- Masse à vide : 60,4 t
- Masse en ordre de marche : 66 t
- Masse adhérente : 33,5 t
- Longueur hors tout : 11,465 m
- Masse du tender en ordre de marche : 50,2 t
- Masse totale : 116,2 t
- Longueur totale : ?
- Vitesse maxi en service : 120 km/h